# Unterseeboot type U 13
Le Unterseeboot type U 13 était une classe de sous-marins (Unterseeboot) côtiers construite en Allemagne pour la Kaiserliche Marine avant la Première Guerre mondiale.

## Conception
Le U-Boot de type U 13 avait une longueur totale de 57,88 m, sa coque pressurisée mesurait 48,5 m de long. La largeur du bateau était de 6 m hord-tout, tandis que la coque pressurisée mesurait 3,65 m de large. Son tirant d'eau était de 3,44 m pour une hauteur totale de 7,25 m. Le bateau déplaçait 516 t lorsqu'il faisait surface et 644 t lorsqu'il était immergé.
Le type U 13 était équipé de deux moteurs Körting à kérosène 8 cylindres et deux moteurs Körting 6 cylindres à deux temps d'une puissance totale de 900 CV (660 kW ; 890 ch) pour une utilisation en surface et de deux moteurs électriques Siemens-Schuckert d'une puissance totale de 1 040 CV (760 kW ; 1 030 ch) pour une utilisation sous-marine. Ces moteurs actionnaient deux arbres, chacun avec une hélice, ce qui donnait au bateau une vitesse de surface de 14,8 nœuds (27,4 km/h), et de 10,7 nœuds (19,8 km/h) lorsqu'il était immergé. L'autonomie était de 4 000 milles nautiques (7 400 km) à 9 nœuds (16 km/h) en surface et de 90 milles marins (167 km) à 5 nœuds (9,3 km/h) sous l'eau. La profondeur de plongée était de 50 m.
Le U-boot était armé de quatre tubes lance-torpilles de 50 cm, deux à l'avant et deux à l'arrière, et transportait six torpilles. À l'origine, le sous-marin était équipé d'une mitrailleuse, qui a été complétée par un canon Hotchkiss de 3,7 cm (1,5 in) lorsque la guerre a éclaté en 1914. En 1915, une mitrailleuse supplémentaire de 5 cm a été installée.
L'effectif de ces U-Boote était de 4 officiers et 25 matelots.
| Bateaux     | Nbr | Chantier naval             | no fabrique | Construction |
| ----------- | --- | -------------------------- | ----------- | ------------ |
| U-13 à U-15 | 3   | Kaiserliche Werft à Danzig | 8 - 10      | 1909 - 1912  |

## Liste des sous-marins type U 13
Trois exemplaires de sous-marins de type U 13 ont été construits :
- SM U-13
- SM U-14
- SM U-15

### Source de la traduction
- (en) Cet article est partiellement ou en totalité issu de l’article de Wikipédia en anglais intitulé « German Type U 13 submarine » (voir la liste des auteurs).